# Bernard Liègme
Bernard Liègme, né le 30 novembre 1927 au Locle et mort le 12 avril 2013 à Boudry, est un homme de théâtre neuchâtelois.

## Biographie
Originaire de Cormoret, Bernard Liengme est le fils de Jean Liengme, comptable, et de Laure née Liengme. Il prend le nom de plume Liègme. Bernard Liègme commence ses études primaires et secondaires dans sa ville natale, au Locle, puis à La Chaux-de-Fonds, avant de partir en France pour y suivre le lycée. De retour en Suisse, il s’inscrit à la faculté des lettres de l’Université de Lausanne. En 1955, il épouse Marie-Lise Béguin, fille de Georges, avocat de Rochefort et décide de se consacrer à l’enseignement. Bernard Liègme est d’abord professeur à l’École supérieure de jeunes filles de Neuchâtel et, plus tard, professeur de français, d’histoire et d’histoire de l’art au Gymnase Numa-Droz (futur Lycée Jean-Piaget). Il rencontre Jean Kiehl (1902-1968) qui le prend comme assistant pour la pièce « Théâtre du monde » d’Edmond Jeanneret (1914-1990) adaptée d’après Calderón. Il se joint ensuite à la Compagnie des Faux-Nez avec Charles Apothéloz, à Lausanne.  
En 1959, après avoir fréquenté les milieux syndicaux et coopératifs et inspiré par le Théâtre national populaire de Jean Vilar, Bernard Liègme désire initier un mouvement de théâtre pour tous en Suisse romande. C'est ainsi qu'il fonde à La Chaux-de-Fonds, avec Marcel Tassimot, le Théâtre populaire romand (TPR). L'expérience est cependant difficile et décline rapidement, notamment à la suite de la faillite de Marcel Tassimot. C'est avec Charles Joris (1935-2015), que Bernard Liègme relance, en 1961, le nouveau Théâtre populaire romand et en devient son dramaturge attitré. La dernière pièce de Bernard Liègme au Théâtre populaire romand est montée en juillet 1972 à Neuchâtel. Abandonnant son premier style, très proche de l’avant-garde des années cinquante, Bernard Liègme écrit des pièces politiquement engagées, souvent accompagnées de compositions musicales scéniques composées par Émile de Ceuninck (1935-1996), comme : « Les murs de la ville » (1961) ; « Le soleil et la mort » (1966) ; « Les Augustes » (1972). Pour le théâtre « Les Trois Coups », à Lausanne, il signe « Tandem » (1976) ;  « Solo » (1978) et  « Les archivistes » (1981).

## Distinctions
- 1970 : Prix de la Société des auteurs et compositeurs dramatiques[4]
- 2000 : Prix de la littérature francophone du canton de Berne
- 2000 : Prix de la littérature du canton de Neuchâtel

## Sources et notes
1. ↑  François Marin, « Bernard Liègme », sur hls-dhs-dss.ch
2. ↑  Freddy Landry, « Pour un théâtre populaire et culturel romand », L’Express,‎ mardi, décembre 15, 1959, p. 4
3. ↑  J.M.N., « Le Nouveau théâtre populaire romand », L’Impartial,‎ mercredi, novembre 01, 1961, p. 29
4. ↑  « Bernard Liègme », sur viceversalitterature.ch

### Archives
- Fonds Bernard Liègme (1927-2013) [2,3 ml].  Cote : BLIE. Bibliothèque publique et universitaire de Neuchâtel (présentation en ligne).